# بهزاد چ. داستان کارآگاه آنکارا
بهزات چ. داستان کارآگاه آنکارا (به ترکی استانبولی: Behzat Ç. Bir Ankara Polisiyesi) یک مجموعه تلویزیونی جنایی و کارآگاهی ترکیه‌ای است که بر اساس رمان‌های هر تماس اثری بر جای می‌گذارد و آخرین حفاری نوشته امراه سربس است. داستان سریال در آنکارا می‌گذرد. اولین بار در ۱۹ سپتامبر ۲۰۱۰، از استار تی‌وی پخش شد. این سریال توسط سردار آکار کارگردانی می‌شود که در سال ۱۹۹۹ با کارگردانی فیلم روی کشتی به شهرت رسید.
پس از پایان فصل سوم در سال ۲۰۱۳، فصل ۴ در تابستان ۲۰۱۹ توسط وب‌سایت‌های ۹ قسمتی در بلوتی‌وی آغاز شد.

## داستان
بهزات چ. یک افسر پلیس خشن و مبهم از نظر اخلاقی است که رئیس بخش قتل در آنکارا است. تیم او از پنج نفر تشکیل شده است: هارون، هایالت (روح)، آکبابا (کرکس) ، جودت، سلیم و ادا. بهزات چ و تیمش معمولاً با دادستان عمومی اسرا همکاری می‌کنند، که بعداً مورد علاقه او قرار می‌گیرد. آن‌ها جنایتکاران را با پشتکار تعقیب می‌کنند و قتل‌ها را حل می‌کنند در حالی که گاهی (و معمولاً ناخواسته) در موارد مختلف درگیر می‌شوند.

### پس‌زمینه شخصیت
بهزات چ. در سال ۱۹۸۵ از آکادمی پلیس فارغ‌التحصیل شد. او به مافوق خود اهمیتی نمی‌دهد - حتی در برخی موارد حتی قانون. او فقط از وجدان و غرایز درونی خود پیروی می‌کند. این اغلب برای او دردسر ایجاد می‌کند. حتی اگر سال‌ها پیش از آکادمی پلیس فارغ‌التحصیل شده بود، تعلیق و توبیخ او را برای سال‌ها در همان موقعیت نگه داشته است در حالی که همکارانش به اوج حرفه خود رسیده اند.
پس از ازدواج ناموفق، دیگر به زنان اعتماد نمی‌کند. به نظر می‌رسد تنها زنی که به او اهمیت می‌دهد دخترش برنا است. در فصل اول، برنا مرده پیدا می‌شود، که در نگاه اول شبیه خودکشی به نظر می‌رسد، اما معلوم می‌شود که یک قتل است. بهزات چ. و تیمش تلاش می‌کنند اسرار قتل او را کشف کنند. در طول این سختی، او به همسر سابق خود نزدیک می‌شود، اما او رابطه را رد می‌کند. او با خواننده‌ای به نام گونول رابطه برقرار می‌کند و سپس به اسرا علاقه‌مند می‌شود. مظنون اصلی در مرگ برنا، ارباب و تاجر سرسخت اوباش، ارجومنت چوزر است، که توسط بهزات چ با موفقیت ردیابی می‌شود، اما با استفاده از روابط سیاسی عمیق خود به خارج از کشور فرار می‌کند.
در پایان فصل اول، مشخص می‌شود که قاتل برنا شوله است، دختری که ماه‌ها با بهزات چ زندگی می‌کند. و بهزات چ. با او مثل دختر دوم خود رفتار می‌کند. بعداً در این قسمت، شوله همچنین به بهزات چ اعتراف می‌کند که او دختر بیولوژیکی او است. قسمت پایانی فصل اول از نظر بسیاری از منتقدان بهترین فینال فصل یک مجموعه تلویزیونی ترکیه‌ای بود. 
فصل دوم چند ماه پس از وقایع فصل اول شروع می‌شود. در اولین قسمت از فصل دوم، بهزات چ.  صحبت نمی‌کند (که برای بیشتر رمان دوم، آخرین حفاری، موضوع اصلی بود). این فصل همچنین شامل یک طرح اصلی جدید و همچنین تعداد زیادی خرده داستان جدید و قدیمی است که شخصیت‌های جدید را معرفی و کشف می‌کند. طرح اصلی فصل دوم جستجو برای قاتل انگشت‌بر است که پس از یک وقفه ۱۵ ساله دوباره شروع به کشتن کرد.
این سریال در حال حاضر سه فصل و تا ۱۰۰ قسمت پخش می‌شود.

## بهزات چ. تو را در قلبم دفن می‌کنم
بهزات چ. تو را در قلبم دفن می‌کنم فیلمی تئاتری از مجموعه تلویزیونی است که بر اساس دومین رمان آخرین حفاری از امراه سربس ساخته شده است، همچنین نویسنده فیلمنامه این فیلم است. به کارگردانی سردار آکار، داستان یک قاتل پلیس معروف به نام رد کیت (ترجمه نام ترکی شخصیت کارتونی لوک خوش‌شانس) را روایت می‌کند.

## شخصیت‌های اصلی
| کار                  | شخصیت        | بازیگر              |
| -------------------- | ------------ | ------------------- |
| ناظر و بازرس ارشد    | بهزات چ.     | اردال بشیکچی‌اوغلو   |
| بازرس                | هارون        | فاتح آرتمان         |
| بازرس                | هایالت       | اینانچ کنوکچو       |
| بازرس                | آکبابا       | برکان شال           |
| برادر بهزات          | شوکت         | اگه آیدان           |
| دختر بهزات           | شوله         | آیچا ارن            |
| -                    | ایلول        | سزین آکباش‌اوغوللاری |
| بازرس فرعی           | ادا          | سدا باکان           |
| بازرس فرعی           | جودت         | برکه اوزرک          |
| بازرس                | امره         | انگین اوزترک        |
| خواهر هارون          | آسلی         | زینب کولتوک         |
| جانشین رئیس پلیس     | تحسین        | ارای اسرول          |
| تاجر و رهبر جنایت    | ارجومنت چوزر | نجات ایشلر          |
| دانشمند پزشکی قانونی | بارباروس     | سردار اورچین        |
| دستیار بارباروس      | مظفر         | گوکهان ییکیلکان     |

## جوایز
- تیزر نقره‌ای، جوایز اصلی هنر ۲۰۱۲[۲]